# Adenosina
L'adenosina és un nucleòsid format de la unió de l'adenina amb un anell de ribosa (també anomenada ribofuranosa) per mitjà d'un enllaç glucòsid de β-N9. És una purina endògena sintetitzada de la degradació d'aminoàcids com la metionina, la treonina, la valina, la isoleucina o l'AMP.
L'adenosina té un paper important en els processos bioquímics de transferència d'energia, en què intervé en forma d'ATP i d'ADP i també com a transductor de senyal, en forma de monofosfat cíclic d'adenosina, AMP. També és un neurotransmissor inhibidor, que té un paper en promoure el son i la vigília, ja que se n'incrementa el nivells a mesura que passa el temps estant despert.
L'adenosina sovint s'abreuja Ado.

## Efectes farmocològics
L'adenosina modula molts processos fisiològics. El senyalament cel·lular per adenosina ocorre a través de quatre subtipus coneguts de receptors (A1, A2A, A2B, and A3).
Les concentracions d'adenosina extracel·lular en cèl·lules normals són d'uns 300 nM; tanamteix en resposta a danys cel·lulars (o teixit isquèmic), aquestes concentracions s'eleven (600–1,200 nM), ja que té la funció de protegir del dany en teixits de la cèl·lula.